# Mutěnice, Hodonín
Mutěnice là một làng thuộc huyện Hodonín, vùng Jihomoravský, Cộng hòa Séc.